# Muhàmmad Alí Khan Zand
Muhàmmad Ali Khan Zand (Muhammad Ali Khan-e Zand) (1760-1779) fou un membre de la dinastia Zand fill de Karim Khan Zand.
A la mort del seu pare (2 de març de 1779) es disputaven la successió els dos fills Abu l-Fath Khan Zand i Muhàmmad Ali Khan Zand; aquesta darrer era cinc anys més jove (un fill entremig havia mort abans que el pare) però tenia major suports, i com a compromís es va decidir que governarien en comú. Zaki Khan del llinatge budaq, sogre de Muhammad i oposat a Abu l-Fath, es va oposar a aquesta doble successió i finalment va aconseguir agafar les regnes del poder.
Llavors es va revoltar a Bàssora el germà de Karim, Muhammad Sadik Khan Zand que es va dirigir a Siraz. Zaki Khan va fer empresonar a Abu l-Fath per sospitar que tenia simpaties per l'oncle rebel i va proclamar a Muhammad Ali Khan (que era el seu gendre) com únic sobirà. Un altre pretendent es va alçar poc després, el nebot de Zaki Khan, Ali Murad Khan. Zaki Khan va morir en una revolta popular a Izadkhvast el 14 de juny de 1779. Abu l-Fath fou alliberat i restaurat al tron a Shiraz el 19 de juny de 1779 però amb la condició de compatir les decisions amb Muhammad Sadik Khan Zand. Aviat Abul Fath va mostrar la seva incompetència i Sadik Khan amb el suport d'alguns nobles el va deposar el 22 d'agost de 1779 i el va fer cegar. La sort de Muhammad Ali Khan després del 19 de juny de 1779 no s'esmenta, però s'assenyala que fou cegat per Akbar Khan Zand, el fill de Zaki Khand Zand.
Va deixar dos fills i una filla: el fill gran, de nom desconegut, fou assassinat en un viatge entre Shiraz i Mazanderan; el segon Haydar Ali Khan Zand, vivia encara a Bagdad el 1808; la filla Khatun Jan Khanum es va casar amb Fat·h-Alí Xah Qajar.